# Lauren Kate
Lauren Kate (* 21. března 1981, Dayton, Texas) je americká autorka literatury pro mládež. Navštěvovala vysokou školu v Atlantě. Se svým psaním začala v New Yorku. V současné době žije v Los Angeles.
Je světově proslulou autorkou série Andělé, Atlantida a románu The Betrayal of Natalie Hargrove (Zrada Natalie Hargroveové). Laureniny knihy byly přeloženy již do více než třiceti jazyků.

## Dílo

### Andělé
- Pád (film Pád)
- Muka
- Vytržení
- Vykoupení
- Zamilovaní andělé (sbírka nezávislých povídek)

- Unforgiven (nepřeložený příběh o Camovi), nyní pod českým názvem Odpuštění (přeloženo)
- Angels in the Dark (sbírka příběhů neovlivňujících původní příběh)

### Atlantida
- Slza
- Vodopád

### Samostatná novela
- Zrada Natalie Hargroveové